# 杓子山

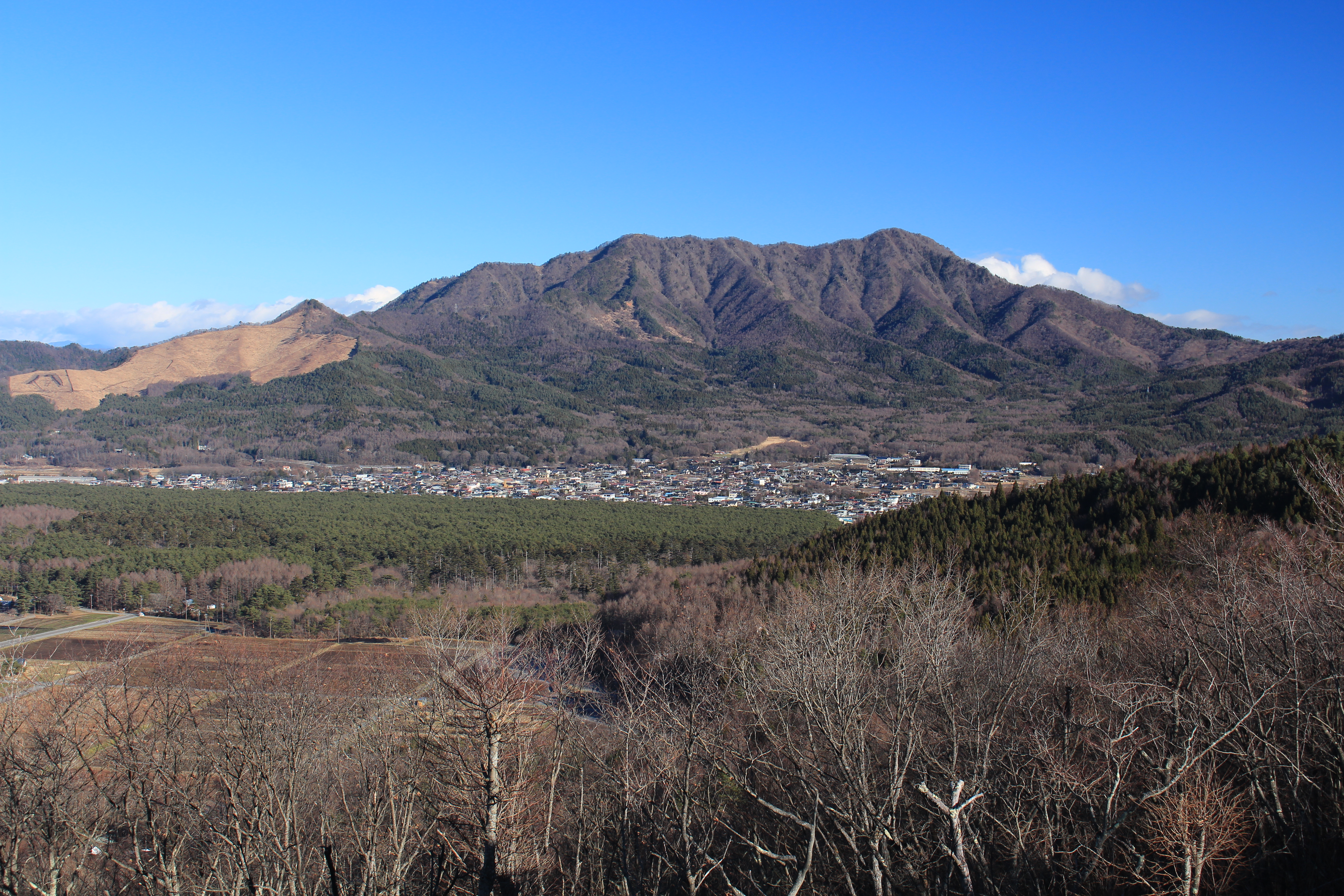
南側のホテルマウント富士から望む杓子山（中央）、左側に高座山、右側に鹿留山、中央に忍野村中心部の街並み

杓子山（しゃくしやま）は、山梨県の富士吉田市、都留市、忍野村の境界に位置する山。標高1597.6m。道志山塊に属し、山梨百名山、都留市二十一秀峰の一つに選定されている。山中湖の北、忍野村の北面の山。杓子山を林道から眺めると、大きなガレが目につく。シャク＝地崩れで、これが名前の由来だと言われている。

## 登山
山頂からの富士山の眺めの良い山の一つ。眼下には、忍野集落が広がり、箱庭的な景色が展開する。山中湖との間には尾根が一つあるが、杓子山のほうが標高が高いため尾根越しに山中湖を観ることができる。富士山近辺では特に高い山であるが、その800m程東に約50m標高が高い子ノ神や鹿留山があり、山中湖南岸方面から見た場合、最も高く見える所ではなく、西側のピークが杓子山に当たる。

### コース
杓子山へのコースは主に西からのコースと南東からのコースがあるが西からのコースが主に使われている。

#### 西から
明見から不動の湯を経由するコースと鳥居地峠から高座山（1304.4m）を経由するコースがある。不動湯経由コースの方が高座山を超えない分、時間はかからない。不動湯経由コースは不動湯から先、車止めまで800m程更に先に進むことができるが、不動湯から先はオフロードとなり4WD でないときつい道となっている。車止めからは1時間半くらいで登頂することができる。不動湯経由コースには車止めに、高座山経由コースには鳥居地峠に若干の駐車スペースがある。

#### 南東から
立ノ塚峠からのコースと石割山の登山口ともなっている二十曲峠からのコースがある。立ノ塚峠は、二十曲峠からのコースの途中にあるため、立ノ塚峠からのコースが早いが、二十曲峠が車で峠まで行けるのに対して、立ノ塚峠は道は峠まで通じているものの車で行く事は事実上不可能であるため内野から歩かなければならず時間的には余り変わらない。南東からのコースは近辺の最高点である子ノ神を経由して杓子山に辿り着く。立ノ塚峠から子ノ神へは急登な道となっている。